# Alfonso Milián Sorribas
Alfonso Milián Sorribas (La Cuba, 5 gennaio 1939 – Saragozza, 26 novembre 2020) è stato un vescovo cattolico spagnolo.

## Biografia
Alfonso Milián Sorribas nacque a La Cuba il 5 gennaio 1939.

### Formazione e ministero sacerdotale
Compì gli studi ecclesiastici presso il seminario metropolitano di Saragozza. Nel 1992 conseguì la laurea in teologia catechistica presso la Facoltà di Teologia "San Damaso" di Madrid.
Il 25 marzo 1962 fu ordinato presbitero per l'arcidiocesi di Saragozza. In seguito fu parroco di Azaila dal 1962 al 1969; vicario coadiutore di La Puebla de Híjar dal 1962 al 1967; parroco di Vinaceite, Teruel e Almochuel dal 1967 al 1969; parroco della parrocchia di San Pio a Saragozza dal 1969 al 1983; delegato della Caritas dal 1970 al 1976; membro del consiglio presbiterale dal 1978 al 1990; assistente ecclesiastico diocesano del Movimento giovanile di Azione Cattolica dal 1980 al 1981; vicario episcopale della IV vicaria dal 1982 al 1990; delegato diocesano per l'apostolato secolare e assistente ecclesiastico diocesano del Movimento giovanile di Azione Cattolica dal 1992 al 1996; delegato diocesano per la pastorale vocazionale dal 1992 al 1998; vicario episcopale della II vicaria dal 1996 al 2004 e assistente ecclesiastico diocesano di "Manos Unidas", una ONG della Chiesa cattolica spagnola impegnata in progetti per lo sviluppo nel sud del mondo, dal 1998 al 2004.

### Ministero episcopale
Il 9 novembre 2000 papa Giovanni Paolo II lo nominò vescovo ausiliare di Saragozza e titolare di Diana. Ricevette l'ordinazione episcopale il 3 dicembre successivo nella basilica di Nostra Signora del Pilar a Saragozza dall'arcivescovo metropolita di Saragozza Elías Yanes Álvarez, co-consacranti l'arcivescovo metropolita di Granada Antonio Cañizares Llovera e il vescovo di Barbastro-Monzón Juan José Omella.
L'11 novembre 2004 lo stesso papa Giovanni Paolo II lo nominò vescovo di Barbastro-Monzón. Prese possesso della diocesi il 19 dicembre successivo con una cerimonia nella cattedrale di Barbastro.
Nel gennaio del 2005 e nel febbraio del 2014 compì la visita ad limina.
Il 27 dicembre 2014 papa Francesco accettò la sua rinuncia al governo pastorale della diocesi per raggiunti limiti di età.
In seno alla Conferenza episcopale fu membro della commissione per l'apostolato secolare dal 1999 al 2002, responsabile della Caritas dal 2002 al 2014 e membro della commissione per la pastorale sociale e la promozione umana dal marzo del 2017.
Il 22 novembre 2020 fu ricoverato all'ospedale "Miguel Server" di Saragozza per COVID-19. Morì per complicazioni della malattia il 26 novembre successivo all'età di 81 anni. Le esequie si tennero sabato 28 novembre alle ore 11 nella cattedrale di Barbastro e furono presiedute dal cardinale Juan José Omella. Al termine del rito fu sepolto nella cappella dei martiri dello stesso edificio.

## Genealogia episcopale
La genealogia episcopale è:
- Cardinale Scipione Rebiba
- Cardinale Giulio Antonio Santori
- Cardinale Girolamo Bernerio, O.P.
- Arcivescovo Galeazzo Sanvitale
- Cardinale Ludovico Ludovisi
- Cardinale Luigi Caetani
- Cardinale Ulderico Carpegna
- Cardinale Paluzzo Paluzzi Altieri degli Albertoni
- Papa Benedetto XIII
- Papa Benedetto XIV
- Papa Clemente XIII
- Cardinale Marcantonio Colonna
- Cardinale Giacinto Sigismondo Gerdil, B.
- Cardinale Giulio Maria della Somaglia
- Cardinale Carlo Odescalchi, S.I.
- Cardinale Costantino Patrizi Naro
- Cardinale Serafino Vannutelli
- Cardinale Domenico Serafini, Cong.Subl. O.S.B.
- Cardinale Pietro Fumasoni Biondi
- Cardinale Antonio Riberi
- Arcivescovo Gabino Díaz Merchán
- Arcivescovo Elías Yanes Álvarez
- Vescovo Alfonso Milián Sorribas